# Орнитоптера приам
Орнитоптера приам (лат. Ornithoptera priamus) — крупная дневная бабочка семейства Парусники. Видовое биноминальное название дано в честь Приама — персонажа древнегреческой мифологии, последнего царя Трои.

## Описание
Размах крыльев самцов — до 160 мм. Самки крупнее самцов. Самцы каждого подвида характеризуются и отличаются различной окраской крыльев — зелёной, синей, цвета морской волны, золотистой. Самцы подвида poseidon имеют ярко-зелёную окраску крыльев, подвида demophaneus жёлто-зелёную окраску, подвида urvillianus — ярко-синюю окраску, а подвида miokensis обладают крыльями от синего до цвета морской волны. Самки коричневой, коричнево-серой окраски, с крупными белыми, бело-серыми пятнами, размер и расположение которых сильно варьирует. Гусеницы развиваются на растениях семейства кирказоновые.

## Ареал
Вид широко распространён на Молуккских и Соломоновых островах, в Новой Гвинее и северных районах Австралии.

## Подвиды
- ssp. impensus (Parrott, 1989)
- ssp. priamus (Linnaeus, 1758)
- ssp. albireo (Kobayashi, 1987)

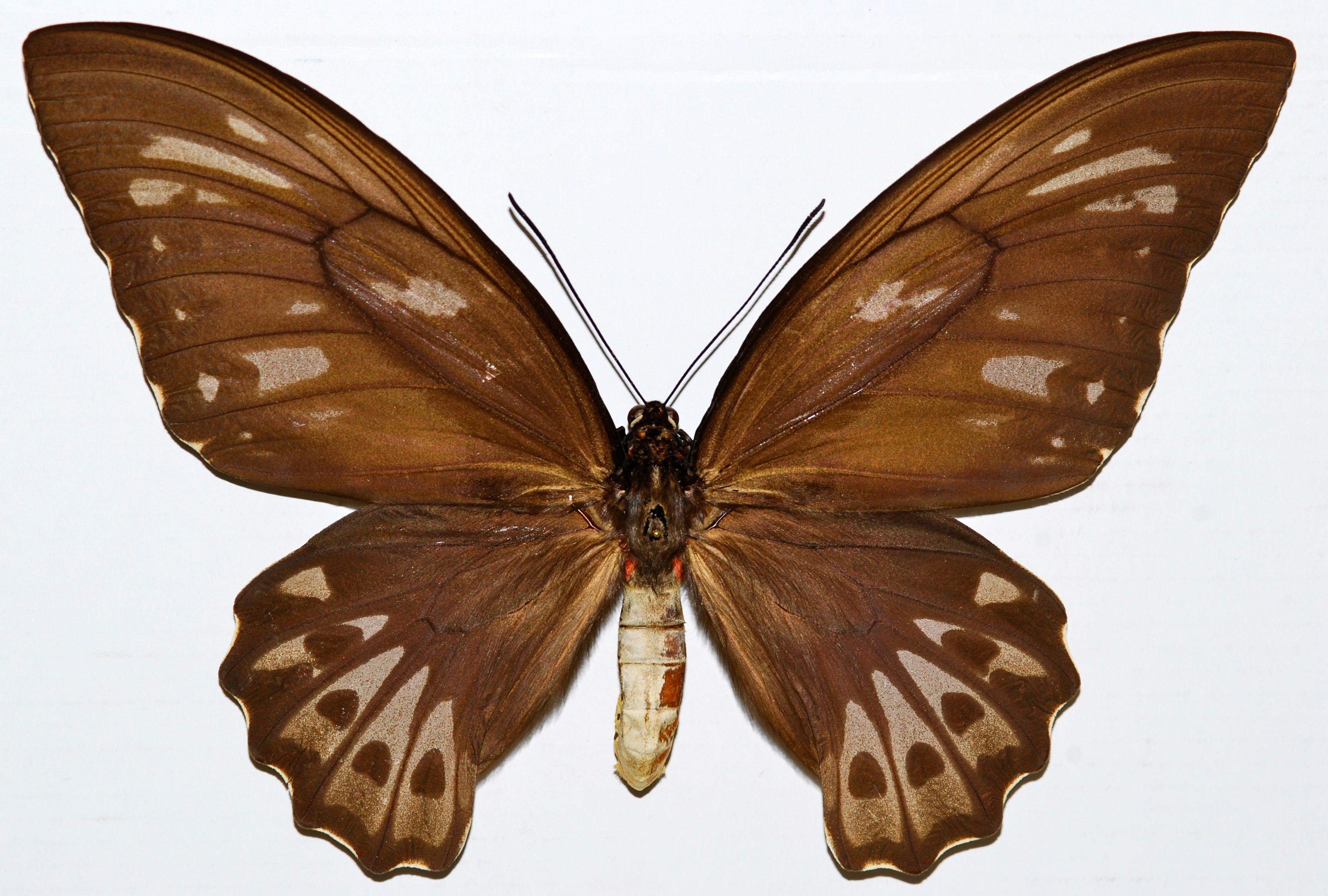
Самка подвида urvillianus

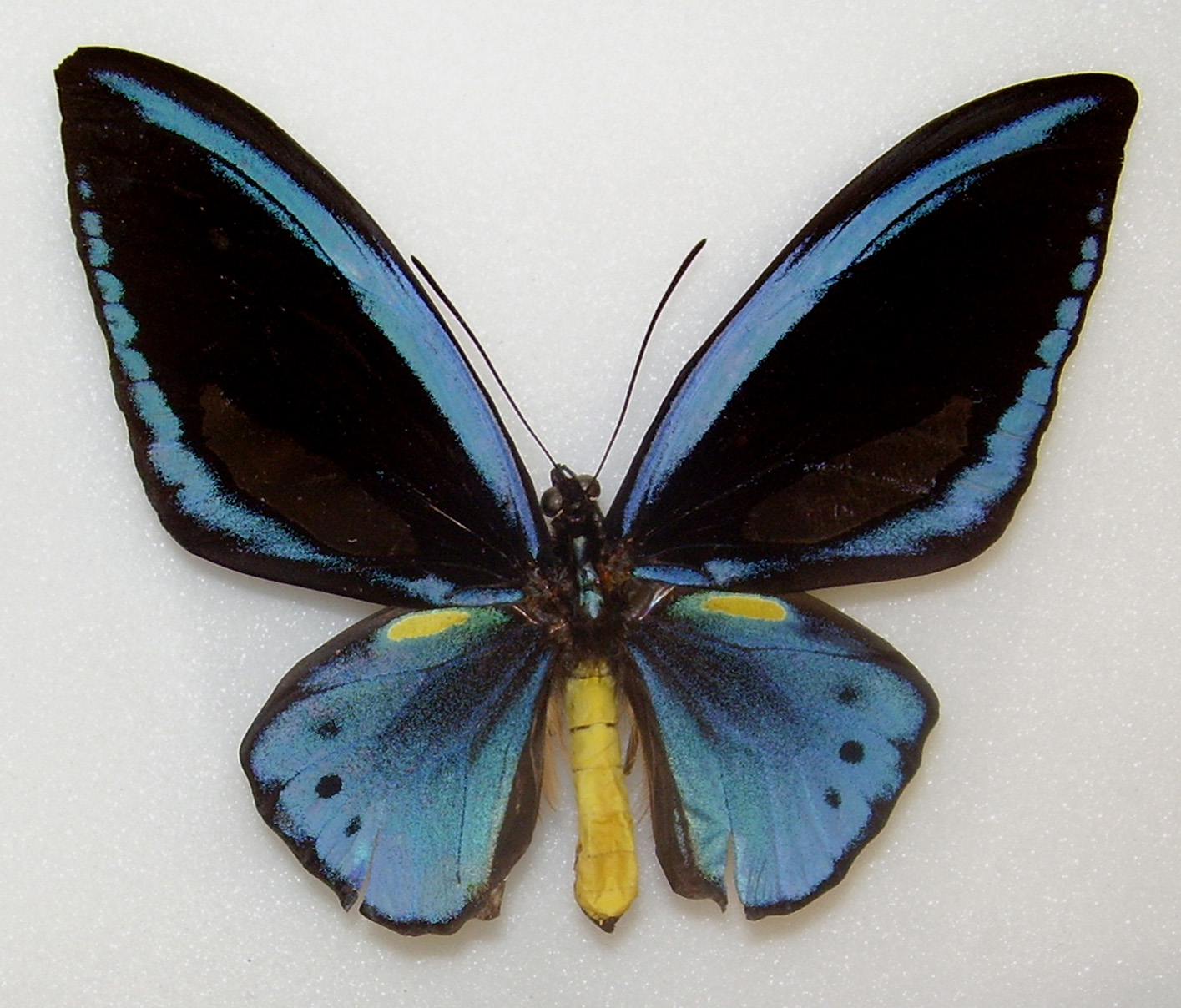
Самец подвида miokensis

- ssp. hecuba (Röber, 1891) (Остров Kei)
- ssp. arruana (Felder, 1859) (Остров Aru)
- ssp. pronomus (Gray, 1852) (Острова Торресова пролива, Квинсленд, Австралия)
- ssp. macalpinei (Moulds, 1974) (Квинсленд, Австралия)
- ssp. euphorion (Gray, 1852) — рядом авторов выделяется в самостоятельный вид Ornithoptera euphorion.
- ssp. richmondia (Gray, 1852)
- ssp. gebeensis (Parrott, 1985)
- ssp. teucrus (Joicey & Talbot, 1916) (Остров Biak)
- ssp. kassandra (Kobayashi, 1994) (Остров Yapen)
- ssp. poseidon (Doubleday, 1847) (Новая Гвинея и северные Острова Торресова пролива)
- ssp. garainaensis (Deslisle, 2004)
- ssp. aureus (Parrott, 1987)
- ssp. sterrensis (Parrott, 1989)
- ssp. demophanes (Fruhstorfer, 1913) (Trobiand Islands)
- ssp. boisduvali (Montrouzier, 1856)
- ssp. admiralitatis (Rothschild, 1915) (Острова Адмиралтейства)
- ssp. bornemanni (Pagenstecher, 1894) (Новая Британия)
- ssp. wituensis (d’Abrera, 2003)
- ssp. miokensis (Ribbe, 1898)
- ssp. caelestis (Rothschild, 1898)
- ssp. urvillianus (Guérin-Menéville, 1838)

## Замечания по охране
Занесен в перечень чешуекрылых экспорт, реэкспорт и импорт которых регулируется в соответствии с Конвенцией о международной торговле видами дикой фауны и флоры, находящимися под угрозой исчезновения (СИТЕС).